# Кустине
Ку́стине — село в Україні, у Зноб-Новгородській селищній громаді Шосткинського району Сумської області. Населення становить 66 осіб. До 2020 орган місцевого самоврядування — Зноб-Новгородська селищна рада.

## Географія
Село Кустине знаходиться за 1,5 км від смт Зноб-Новгородське. Раніше поруч проходила залізниця, станція Чигинок за 2 км.

## Назва
Кустине запозичило свою назву від назви урочища Кустине, поблизу якого його поселили переселенці з навколишніх сіл.

## Символіка
На гербі зображений кущ у горщику, що символізує назву села (герб є промовистим). На горщику намальований лебідь, це данина заслуженому художнику України Миколі Яковичу Лебідю.

## Історія
Кустине було засновано на початку 20-их років минулого століття жителями сіл Зноб-Новгородське, Уралова і Чигин. Воно швидко розросталося і до 1923 року налічувало 28 дворів, у яких проживало 124 жителі, а до 1926 року — 29 дворів і 157 жителів.
У 1942 році німецькі окупанти спалили в селі 40 дворів і розстріляли 13 жителів. Однак після війни село було відновлено і в 1960 році налічувало 50 дворів, у яких проживало понад 200 жителів. У селі працював сільський клуб, магазин та молочно- товарна ферма.
12 червня 2020 року, відповідно до розпорядження Кабінету Міністрів України № 723-р «Про визначення адміністративних центрів та затвердження територій територіальних громад Сумської області», село увійшло до складу Зноб-Новгородської селищної громади.
19 липня 2020 року, в результаті адміністративно-територіальної реформи та ліквідації Середино-Будського району, село увійшло до складу новоутвореного Шосткинського району.

## Населення
Згідно з переписом УРСР 1989 року чисельність наявного населення села становила 73 особи, з яких 36 чоловіків та 37 жінок.
За переписом населення України 2001 року в селі мешкало 65 осіб.

### Мова
Розподіл населення за рідною мовою за даними перепису 2001 року:
| Мова       | Відсоток |
| ---------- | -------- |
| українська | 89,39 %  |
| російська  | 10,61 %  |

## Сьогодення
Кустине належить до неперспективних населених пунктів, а чисельність населення в ньому з року в рік знижується. Якщо в 60-х роках минулого століття в селі проживало понад 200 жителів, то 12 січня 1989 — 73 мешканці, 5 грудня 2001 році — 65, а 1 січня 2008 року — 31 особа.

## Відомі люди
5 травня 1936 в селі Кустине народився заслужений художник України Микола Якович Лебідь.